# Наварен (блюдо)
Наварен (от фр. navarin) — французское рагу из баранины или ягнятины. Вариант блюда, с добавлением весенних овощей (в первую очередь, гороха и фасоли) называется navarin printanier («весенний наварен»). Блюдо было знакомо французской кулинарии задолго до того, как в середине XIX века получило название «наварен»; существует несколько теорий происхождения нынешнего названия.

## История и этимология

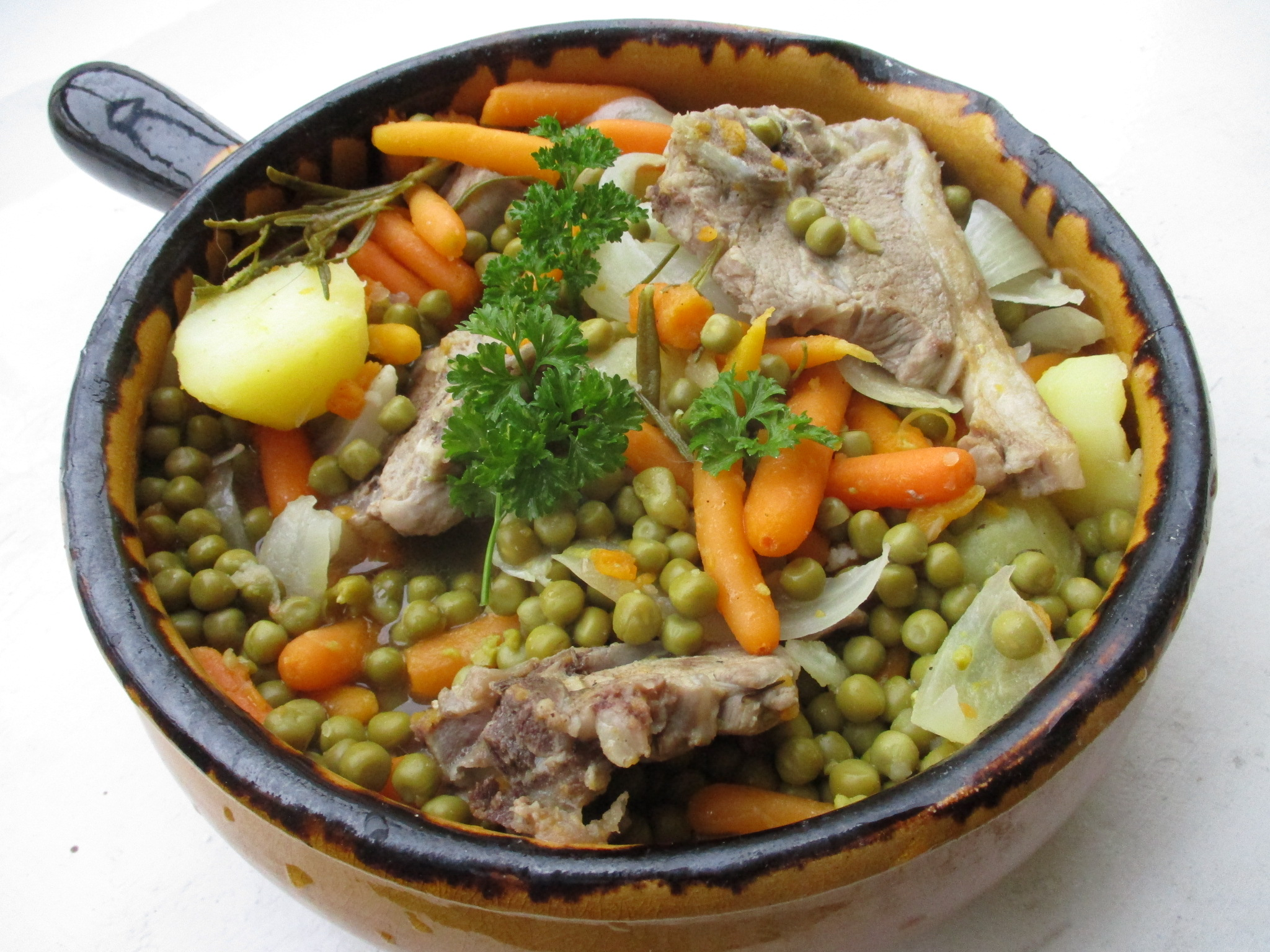
Весенний наварен

Блюдо традиционно  было известно как Hericoq de mouton («баранье рагу»). В дальнейшем старофранцузское слово hericoq, означавшее «рагу», вышло из употребления, и название блюда превратилось в Haricot de mouton («баранина с фасолью»).  Однако, поскольку данное блюдо далеко не всегда включало в себя фасоль, название Haricot de mouton стало рассматриваться, как «вводящее в заблуждение».
В результате, приблизительно в середине XIX века, название блюда сменилось на «Наварен». Французская гастрономическая энциклопедия Ларусса утверждает, что блюдо, возможно, было переименовано в честь победы союзного англо-франко-русского флота над турецко-египетским флотом в Наваринском сражении в 1827 году. Такой вариант в целом укладывался в характерную для Европы того времени парадигму наименования блюд в честь важных исторических событий (например, торт Малахов), однако существуют и другие версии. Согласно Словарю Французской академии, название блюда происходит просто от слова navet («турнепс»),  так как именно турнепс (а не фасоль) являлся одним из  основных ингредиентов.
Согласно третьей, наиболее правдоподобной, версии, имело место юмористическое сближение слов navet (турнепс) и Наварин связанное со стремлением облагородить название блюда. Такой версии, в частности, придерживается Оксфордский словарь английского языка. Наконец, в том же словаре высказывается мысль, что название, возможно, могло быть отсылкой к Наварре. Однако, этот вариант менее вероятен, поскольку к XIX веку Наварен считался общефранцузским блюдом, да и о более раннем происхождении рагу из баранины с репой именно из Наварры никакой информации нет.

## Ингредиенты
Рецепты многих традиционных французских блюд различаются, иногда сильно, от региона к региону, но основные элементы наварена остаются неизменными. Огюст Эскофье, Сент-Анж, Эжени Бразье, Марсель Булестен, Элизабет Дэвид, Крейг Клэйборн, Джейн Григсон, и соавторы работы «Уроки французской кулинарии» Симона Бек, Луизетт Бертолль и Джулия Чайлд указывают одни и те же основные ингредиенты: баранину или ягнятину, турнепс (репу), лук и картофель.